# Phillips Talbot
Phillips Talbot, né le 7 juin 1915 à Pittsburgh, aux États-Unis et mort le 1er octobre 2010 à Manhattan (New York), est un journaliste et un diplomate américain, qui a notamment exercé la charge d'ambassadeur en Grèce (1965-1969).

## Biographie
Après des études à l'université de l'Illinois, Phillips Talbot travaille comme journaliste pour le Chicago Daily News (1936-1938). Après avoir obtenu un poste de correspondant auprès de l'Institute of Current World Affairs, il se rend en Inde pour y observer le mouvement indépendantiste.
Nommé deuxième assistant au secrétariat d'État pour le Moyen-Orient et l'Asie du Sud pendant les présidences de Kennedy et de Johnson (1961-1965), il devient ensuite ambassadeur des États-Unis en Grèce (1965-1969).
Entre 1970 et 1982, Phillips Talbot devient président de la Asia Society.